# جوسيب كول
جوسيب كول (بالإسبانية: Josep Call)‏ هو عالم نفس وباحث إسباني، ولد في 1967.